# 日西関係史
日西関係史（にちせいかんけいし、にっせいかんけいし）は、日本とスペインの関係（スペイン語: Relaciones entre España y Japón）についての歴史をさす。なお、1581年から1640年まで、スペイン王がポルトガル王を兼ねており（ポルトガルの歴史参照）、初期の日本との関係においては重複する。この間の史料はもっぱら対外関係を「ポルトガル」とすることが多いが、本項ではその時期も含めて記述する。

## 両国の比較
|             | スペイン                          | 日本                            | 両国の差                 |
| ----------- | --------------------------------- | ------------------------------- | ------------------------ |
| 人口        | 4,708万人（2020年）               | 1億2,614万6千人（2020年）       | 日本はスペインの約2.7倍  |
| 国土面積    | 50万6,000 km2                     | 37万7,975 km2                   | スペインは日本の約1.3倍  |
| 首都        | マドリード                        | 東京                            |                          |
| 最大都市    | マドリード                        | 東京都区部                      |                          |
| 政体        | 議院内閣制                        | 議院内閣制                      |                          |
| 公用語      | スペイン語                        | 日本語                          |                          |
| 国教        | なし                              | なし                            |                          |
| GDP（名目） | 1兆2,811億9,900万米ドル（2020年） | 5兆648億7,300万米ドル（2020年） | 日本はスペインの約3.95倍 |
| 防衛費      | 174億米ドル（2020年）             | 491億米ドル（2020年）           | 日本はスペインの約2.8倍  |

## 概観
日本とスペインの関係には460年の交流の歴史があり、伝統的に良好な関係である。
西回りで太平洋に進出、マニラ・ガレオンを開拓しフィリピンを植民地としたスペインおよびスペイン人は、東回りでマカオにまで進出したポルトガルおよびポルトガル人とならんで、16世紀半ば（戦国時代）に日本人が初めて接触したヨーロッパの国、ヨーロッパ人であった。
1549年にはフランシスコ・ザビエルが到来。その後17世紀前半（江戸時代初期）にかけて、キリスト教の布教と南蛮貿易を通じて、日本とスペインの間には盛んな往来が見られ、また衣食住を含む当時の日本の文化や世界観にも影響を与え南蛮文化を生む。この間、1584年には天正遣欧使節団がフェリペ2世に、1615年には支倉常長がフェリペ3世に謁見している。キリシタン禁教の強化と鎖国体制の完成によってこれらの関係は途絶する。
明治初年（1868年）の修好通商航海条約で日本とスペインは国交を回復するが、明治以降の日本とスペインは、スペイン内戦から第二次世界大戦にかけての一時期を除き、政治・外交上の懸案も少ない代わりに関係や関心も希薄という状況が続き、現在に至っている。なお、1895年に台湾が日本領となってからは、米西戦争の結果スペインが1899年にフィリピンを失うまでのわずかな期間、ルソン海峡を挟んで日本とスペインは一種の隣国であったことがある。
近・現代の日本とスペインの関係は、むしろ文化・芸術・スポーツ面の関心や影響、往来が主である。
以下の文中ではスペインの領土ないし勢力圏であった諸地域（ラテンアメリカ諸国やフィリピン等）にも触れる。

## 16世紀から幕末まで
16世紀の日本とスペインの間には、国家間関係が本格化する以前から人の往来が見られた。16世紀半ばにゴア、マラッカ、マカオ等にポルトガルが拠点を築き、同国の保護下にイエズス会のアジア布教が本格化する中で、同時期に東・東南アジアの各地を行き来していた日本人と、イエズス会の布教活動に参加していたスペイン人宣教師が接触する機会が生じたのである。この時期、日本国外でスペイン人と出会った日本人のうち最も重要な人物は、自身もキリスト教の洗礼を受け、1549年のザビエル（ナバラ王国出身）一行の来日を手引きしたヤジロウである。
ザビエルの日本来航に随行したイエズス会士は、コスメ・デ・トーレス神父がバレンシア、フアン・フェルナンデス修道士はコルドバの出身であり、日本へのキリスト教伝来という出来事はまた、スペイン人の日本への来航を記す出来事でもあった。ザビエルは1551年に日本を離れるが、フェルナンデスは1567年に平戸で、トーレスは1570年に天草の志岐（現・熊本県苓北町）で没している。
ザビエルの離日に同行した、薩摩出身の洗礼名ベルナルドという青年は、ポルトガルからローマに向かう途中スペインに各地に立ち寄っている（彼はポルトガルに戻ったのち、1557年ごろコインブラで死去した）。また、ポルトガル・イエズス会と密接な関係にある天正遣欧使節の一行は、その後スペインから独立したポルトガルから陸路スペインに入って各地を訪問、1584年11月にはマドリードでフェリペ2世に謁見している。

### 両国関係の本格化から途絶まで
1609年には前フィリピン総督ドン・ロドリゴがヌエバ・エスパーニャ（現在のメキシコ）への帰任に際し海難で上総国岩和田村（現・千葉県夷隅郡御宿町）に漂着し、1611年にはセバスティアン・ビスカイノが答礼使として来日した。田中勝介等の使節団はドン・ロドリゴの帰郷に同船しヌエバ・エスパーニャを訪問、ビスカイノに同行し帰国した。
1613年にビスカイノの協力でサン・ファン・バウティスタ号を建造した仙台藩が、ルイス・ソテロや支倉常長らの慶長遣欧使節団をヌエバ・エスパーニャ経由でスペインに派遣し、常長等は1615年1月にマドリードでフェリペ3世に、同年11月にはバチカンでローマ教皇パウルス5世に謁見する。
しかし、その後江戸幕府はキリスト教の禁教政策を強化し、1624年にはスペイン船の来航を禁止するに至った。

## 日本開国以降
1868年、日西修好通商航海条約が結ばれ、日本とスペインの国交が樹立される。1895年8月、「国境確定ニ関スル日西両国宣言」が東京で調印された。この宣言は両国の所領権を明確にするため、台湾（日本領）とフィリピン（スペイン領）の間のバシー海峡を両国の境界線と定めた。

### スペイン内戦
1936年のスペイン内戦勃発後、フランシスコ・フランコ政権は日本に承認を求めてきたが、日本はしばらく要求を無視していた（フランコ派への軍事援助は少量ながらしていた）。一方で在日本のスペイン外交官はフランコ派支持を表明したため、スペイン共和国政府が新任の公使を派遣した。日本はこの公使の信任状は受理したものの（アグレマン）、スペイン公使館の引渡しは拒否した。日本は反共・反ソビエトを唱えるフランコ派にシンパシーを持ち、非公式な接触を続けていた。同年、日本と同様に親フランコ派であったドイツは防共協定を締結したが、この際にはドイツの駐スペイン大使がフランコ派の防共協定加入を進言し、ドイツ外務省に却下されたこともあった。1937年11月には防共協定にイタリアも参加し、独伊両国はフランコ派承認を日本に求めた12月1日、日本はフランコ派を承認し、スペイン共和国との外交関係を断絶した。フランコ派のスペイン政府はただちに満州国を承認し、日本の外交的孤立を緩和した。一方で共和国政府側の国際旅団にはジャック白井という日本人が参加している。
1939年になると、日独伊三国は防共協定への加入をフランコ派に求めるようになった。フランコは当初抵抗していたものの、3月にスペインは防共協定に正式加盟した。フランコはこの加盟を秘密にして立場を守ろうとしたが、おそらくドイツからのリークによって世界に公表された。

### 第二次世界大戦
1939年10月のドイツによるポーランド侵攻は、同じカトリック国であり、反ソ連の同志であると考えていたスペインに衝撃を与えた。1940年6月10日にスペインは中立を放棄して非交戦（en:Non-belligerent）を宣言し、事実上の準枢軸国となった。ドイツは英領ジブラルタル攻撃のためにスペインの協力を望み、イタリアは日独伊三国同盟へのスペイン加入も提案していた。フランコはアフリカの植民地とジブラルタルの獲得を望んだが、ドイツとイタリアにとってその要求は過大と映った。1940年10月23日にアンダイエでアドルフ・ヒトラー総統とフランコの会談が行われ、フランコは同盟加入と参戦を約束したものの、時期については明言しなかった。これらスペインの枢軸国加入への動きに日本はまったく関与しておらず、知らされてもいなかった。
日本の真珠湾攻撃成功はスペイン国の新聞で熱狂的に受け止められ、ラモン・セラーノ・スニェール外相は祝電を送った。この親枢軸的動きはアメリカの不興を買い、スペインとの経済交渉が中断され、事実上石油供給を絶たれた。スペインはアメリカにおける日本の利益代表国となったが、1940年以降セラーノ外相はアメリカに諜報網をめぐらせ、ドイツに益する情報をアプヴェーア（国防軍情報局）に伝達していた。真珠湾攻撃後は日本に益する情報も収集されるようになり、須磨弥吉郎公使らによって立ち上げられ、アンヘル・アルカサール・デ・ベラスコをはじめとするスペイン人工作員によって構成された「東機関」と呼ばれる組織を通じて日本に渡された。
一方で、スペインの旧植民地でありスペイン人が多数居住していたフィリピンをめぐって、若干の問題が発生した。特に、日本の占領当局が英語とスペイン語の使用を禁止したことは、スペイン関連機関の反発を招いた。日本は当初この要求を無視したが、スペイン側は情報提供の中断をほのめかすなど強硬な態度をとった。また、カトリックの多いフィリピン人やスペイン人への日本兵の不法行為が問題となり、スペイン政府はスペイン人の本国送還を要請したが、日本側は拒否している。
戦局が枢軸国不利となった1942年以降、両国の関係は表面的には変わらなかったが、フランコはセラーノを解任し、ドイツと連合国の和平仲介の動きに出るようになった。一方で日本の参謀本部も1943年3月に、対ソ攻撃を中断して、北アフリカとジブラルタル制圧を前提としたスペイン侵攻をドイツに提案したが、拒否されている。この後スペインは慇懃ながらも日本の要求を回避し、徐々に距離をとるようになった。連合国も資源禁輸などでスペインに圧力をかけるなどして諜報網の壊滅に動き、1944年7月には東機関による情報収集も終了した。
1945年1月のマニラの戦いではスペイン人200人以上が死亡し、旧市街と領事館も破壊された。スペインでは激しい反日機運が盛り上がり、日本に対する「義勇軍」の結成や、対日宣戦布告すら検討された。スペインはこの件で「天文学的」数字と評される賠償を日本に要求し、日本側はスペインが暗に国交断絶を望んでいると判断した。4月12日、日本の須磨弥吉郎大使は国交断絶の覚書を受領し、両国外交公館の電信事務は中断された。ただし、スペインと満州国および汪兆銘政権の国交は維持された。

### 国交回復
1952年、日本とスペインは国交を回復。
同年の天皇誕生日にはスペイン国主席（出典ママ）から天皇誕生日の祝電が寄せられ、これに昭和天皇が答電を発した。翌1953年1月には、昭和天皇とスペイン国王との間で新年の祝電交換が復活した。
1957年には「スペインのある種の請求権に関する問題の解決に関する日本国政府とスペイン政府との間の取極」を締結し、日本は550万ドルの補償を行った。
1973年、皇太子明仁と皇太子妃美智子がスペインとの友好親善のため訪問。フランシスコ・フランコ総統らスペイン政府要人と会見した。
1970年代になるとスペインでは日本の文化との関連性が高まり、1980年代のアニメがマジンガーZなどのシリーズでスペインで非常に人気になった。 マジンガーZとドラゴンボールは80年代以来、スーパーマリオ、ソニック・ザ・ヘッジホッグ、ポケットモンスターなどのフランチャイズで数千人のファンを魅了し続けており、スペインでも主導的な役割を果たしてきた。マンガはスペインでも非常に人気があり、これらのメディアではスペインやより多くのヨーロッパ諸国への小さな文化的言及でもある。
日本もフラメンコのように根深いスペイン文化を持ち、フラメンコの第二の故郷とされており、ハムやワインなどスペインの美食にも大きな関心が寄せられている。東京と大阪にもミゲル・デ・セルバンテスの輝かしいキャラクターのように、ドン・キホーテと呼ばれる店のフランチャイズがある。

## 現在

### 要人往来
日本の皇室とスペイン王室との間には緊密な交流があり、日本の上皇明仁は4回、今上天皇は5回訪西し、またスペイン国王フアン・カルロス1世、ソフィア王妃夫妻は7回、フェリペ6世は王太子時代に3回訪日している。
首脳間の往来では、1987年に中曽根康弘首相、2003年に小泉純一郎首相が訪西し、フェリペ・ゴンサレス首相が1985年と1991年、ホセ・マリア・アスナール首相が1997年、ホセ・ルイス・ロドリゲス・サパテロ首相が2010年に訪日している。また2007年に麻生太郎外相、2009年に御手洗冨士夫経団連会長等が訪西している。2010年にはサパテロ首相に随行して、ミゲル・アンヘル・モラティノス外相他が訪日している。

### 貿易関係
2010年時点でスペインの輸出先は、フランス、ドイツ、ポルトガル、イタリア、イギリス、アメリカ、オランダと、ほぼ欧米諸国が占める。輸入相手としては上位順にドイツ、フランス、中国、イタリア、イギリス、オランダ、アメリカ、ポルトガルであり、日本との関係は薄い。なお、貿易関係は2005年に日本からスペインへの輸出額は5612億円あったのに対して2010年には2791億円と半減している。日本からの輸出品目は自動車及び部品、原動機、二輪自動車などで、スペインからの輸入主要品目は有機化学品、医療用品、バッグや靴などファッション関連である。
アジアとの関係では、スペインのアジア大洋州地域におけるプレゼンスの拡大を目的とした「アジア大洋州プラン」（2005年 - 2008年）、「アジア大洋州プラン」（2008年 - 2012年）を発表し、2010年8月のサパテロ首相の訪中や、2010年11月の中国の習近平国家副主席、2011年1月の李克強副首相の訪西に見られるように中国との経済関係強化も目指している。同様に日本にもサパテロ首相は訪れ、東アジア諸国との関係強化を目指している。
日本からの進出企業は354社であり、スペイン企業の日本進出は41社である（2020年）。

## 外交使節

### 駐日スペイン大使・公使

#### 駐日スペイン公使
- サンチャゴ・メンデス・デ・ビーゴ・イ・メンデス・デ・ビーゴ（スペイン語版）（1932～1945年）
  - 1945～1953年はスペインから日本への駐箚なし

#### 駐日スペイン大使
1. フランシスコ・ホセ・デル・カスティージョ（1953～1954年）
2. ペラヨ・ガルシア・オライ・アルバレス（1954～1958年）
3. アントニオ・ビジャシエロス・イ・ベニト（1958～1964年）
4. ルイス・ガルシア・デ・ジェラ・イ・ロドリゲス（スペイン語版）（1963～1970年）
5. ホアキン・グティエレス・カノ（スペイン語版）（1973～1974年）
6. ホセ・アラゴネス・ビラ（1974～1981年、信任状捧呈は9月20日[30]）
7. エドゥワルド・イバニェス・イ・ガルシア・デ・ベラスコ（ドイツ語版）（1981～1985年）
8. カミロ・バルシア・ガルシア＝ビジャミル（1985～1990年）
9. アントニオ・デ・オジャルサバル・イ・マルチェシ（カタルーニャ語版、英語版）（1990～1994年、信任状捧呈は7月13日[31]）
10. サンティアゴ・サラス・コリャンテス（スペイン語版）（1994～1999年、信任状捧呈は1995年2月15日[32]）
11. フアン・バウティスタ・レニャ・カサス（スペイン語版）（1999～2002年、信任状捧呈は6月24日[33]）
12. フランシスコ・ハビエル・コンデ・デ・サロ（2002～2006年、信任状捧呈は11月25日[34]）
13. ミゲル・アンヘル・カリエド・モンピン（2006～2010年、信任状捧呈は4月21日[35]）
14. ミゲル・アンヘル・ナバーロ・ポルテラ（スペイン語版）（2010～2014年、信任状捧呈は2011年2月18日[36]）
15. ゴンサロ・デ・ベニート・セカデス（2014～2018年、信任状捧呈は2015年1月15日[37]）
  - （臨時代理大使）カルロス・マルドナード・バルカルセル（2018年）
16. ホルヘ・トレド・アルビニャーナ（2018～2022年、信任状捧呈は12月5日[38]）
  - （臨時代理大使）フランシスコ・ホセ・ラベナ・バラチナ（2022年）
17. フィデル・センダゴルタ・ゴメス・デル・カンピージョ（2022～2025年、信任状捧呈は4月14日[39]）
  - （臨時代理大使）ミゲル・ゴメス・デ・アランダ・ヴィジェン（2025年～）